# 旧坪田家住宅
旧坪田家住宅（きゅうつぼたけじゅうたく）は、青森県青森市浪岡にある中世の館の敷地内に保存されている農家住宅。青森市が所有しており、2002年（平成14年）に青森県指定文化財となっている。

## 概要
江戸時代末期の建築で青森県青森市浪岡大字王余魚沢（かれいざわ）にあった農家住宅であるが、1992年（平成4年）に青森市浪岡大字浪岡の中世の館内に移築された。中世の館は国史跡浪岡城跡から出土した遺物の展示施設に文化ホール等も合わせた複合施設である。
移築は1992年（平成4年）5月2日に着工し、同年12月10日に完成、1993年（平成5年）4月1日に開館した。
坪田家の先祖は近江商人で戦国時代から江戸時代の初めごろに津軽の王余魚沢に移り住んだ。旧大豆坂街道で「峠の茶屋」を営み、寛政年間（1789年～1801年）頃に農業を始めた。
通常一般公開されているものの、2025年（令和7年）は大雪で公開が取りやめとなり、同年2月25日に屋根の積雪が約2メートルに達して雪の重みで建物が半壊していることが確認された。

## 建物
建物の構造は、木造平屋一部2階建、寄棟茅葺屋根、板棟で、延床面積206.20平方メートル。江戸時代末期の青森県を代表する建物とされ、2002年（平成14年）に青森県指定文化財となった。その後、2019年度（平成21年度）に茅葺屋根を修理した。
寄棟茅葺屋根に木造軸組構法で、上層農家特有の住居形態と商家の住居形態の両方の特徴を持つ。また、中二階に切り上げ窓をもつ雪深い地区の農家住宅の特徴も備えている。

## 所在地
- 青森市浪岡大字浪岡字岡田43（中世の館内）[1]